# R-330KMK (Diabazole)

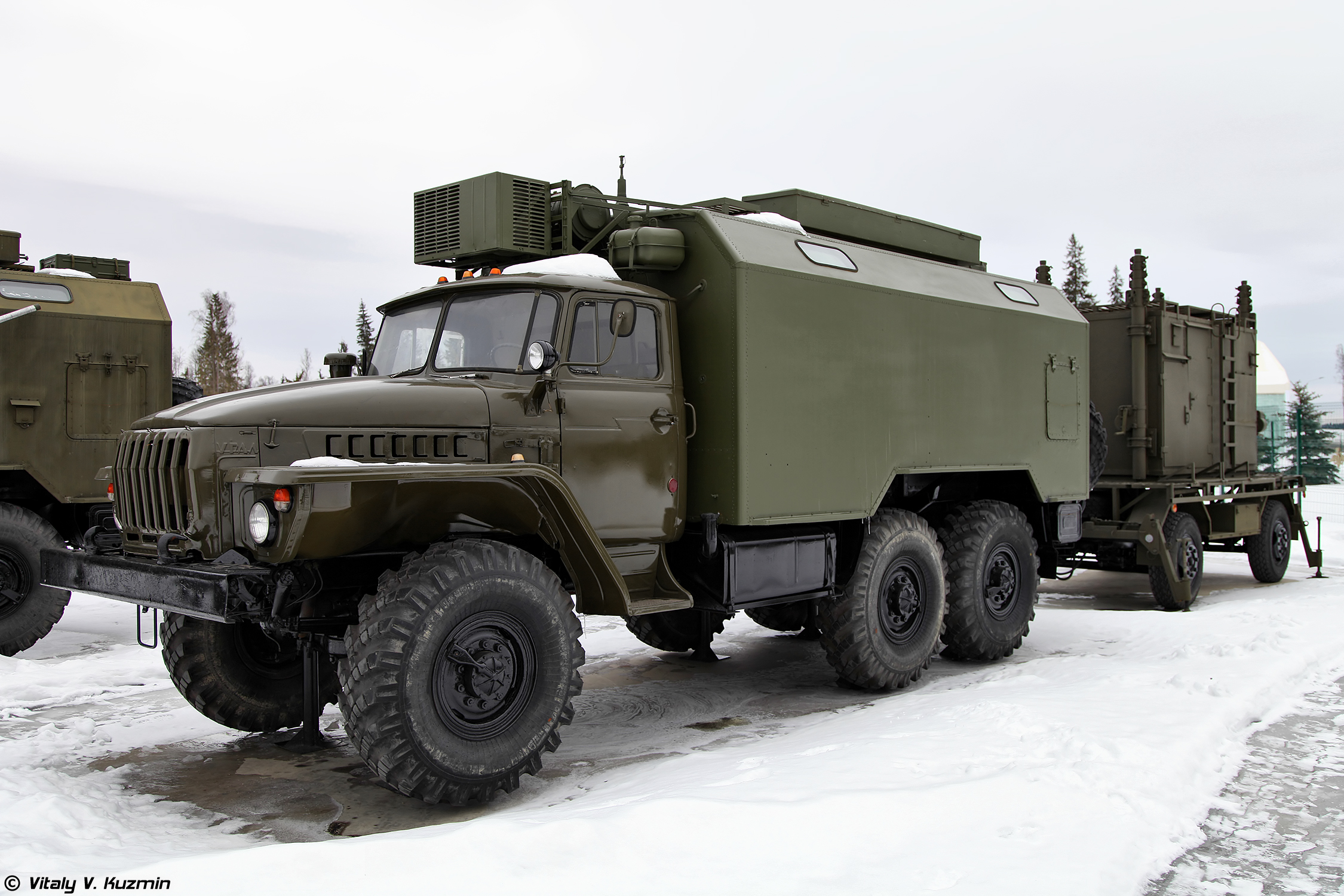
R-330KMK Diabazol.

R-330KMK (Diabazole) (russe: Р-330М1П "Диабазол") est un ensemble ou un système d'installations de guerre électronique russe. 

## Description
Il s'agit d'un système de gestion des unités de guerre électronique fabriqué par NVP "PROTEK" (russe: НВП «ПРОТЕК»),,. Le complexe comprend également l'unité R-330KMA (russe: Р-330КМА) et une variété de stations de brouillage telles que R-330Zj (Zhitel) Le complexe fonctionne dans la gamme de fréquences 100 - 2000 Mhz.
Il utilise le véhicule porteur Ural-4320.

## Galerie d'images

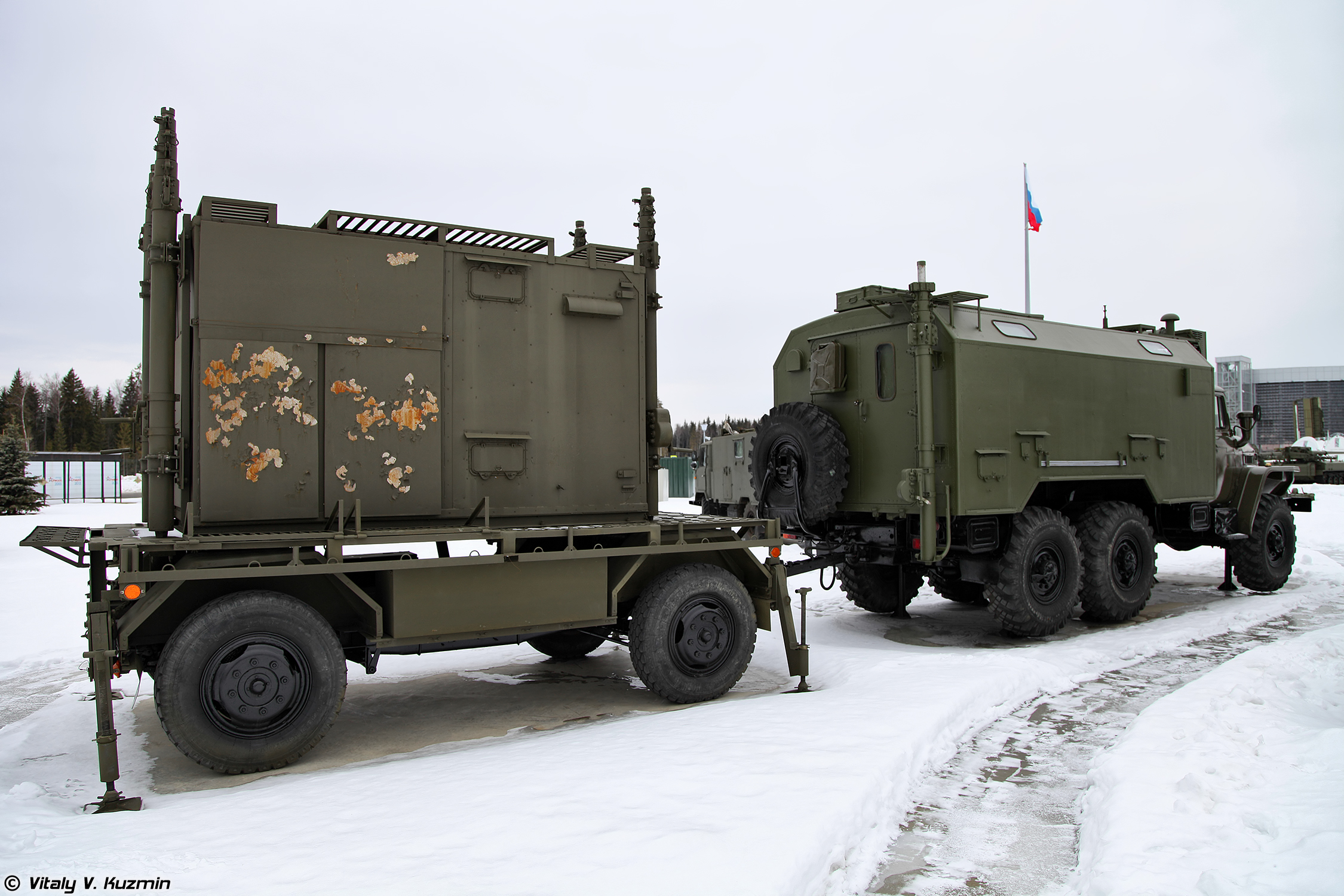
Sur véhicule porteur Ural-4320
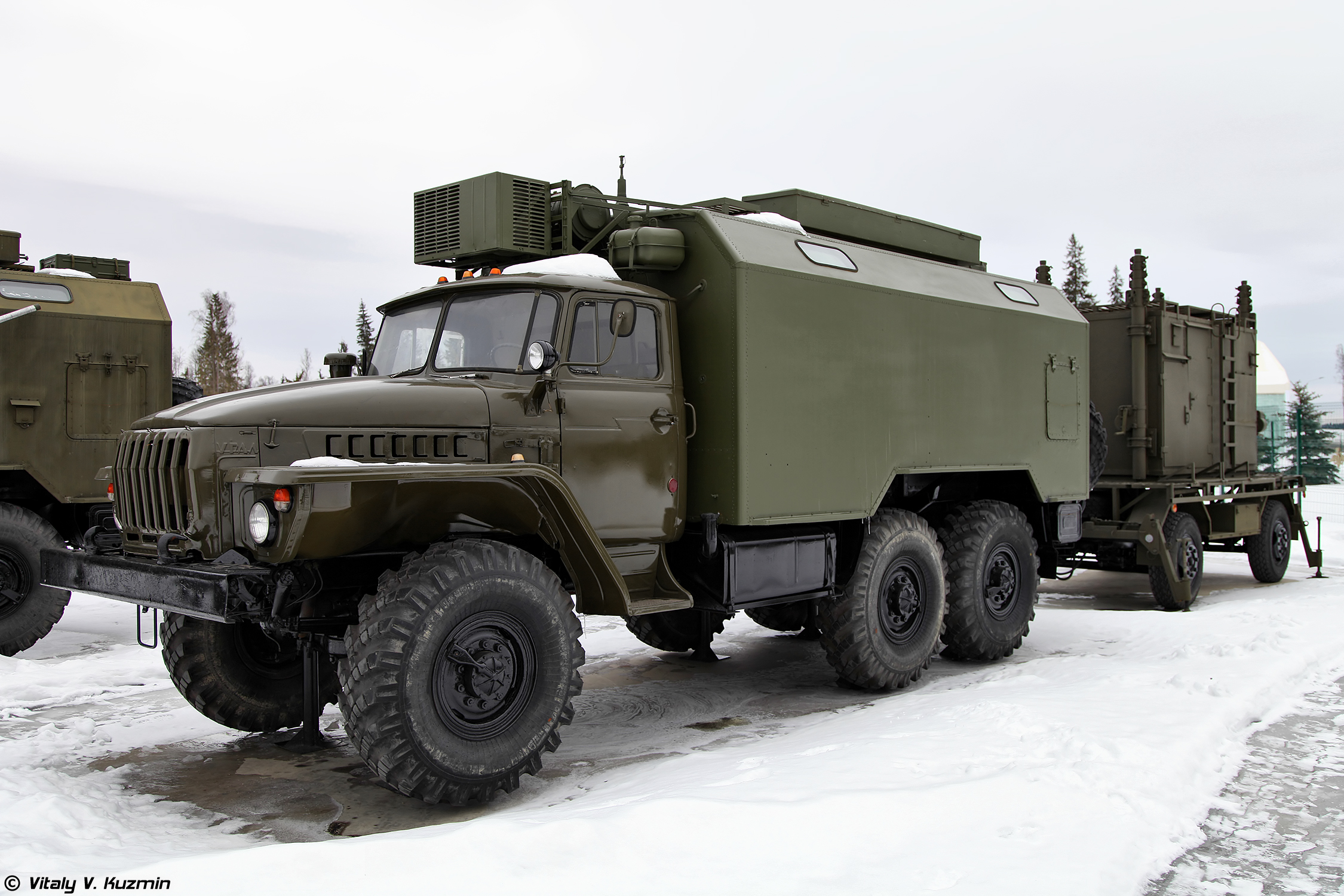
Sur véhicule porteur Ural-4320
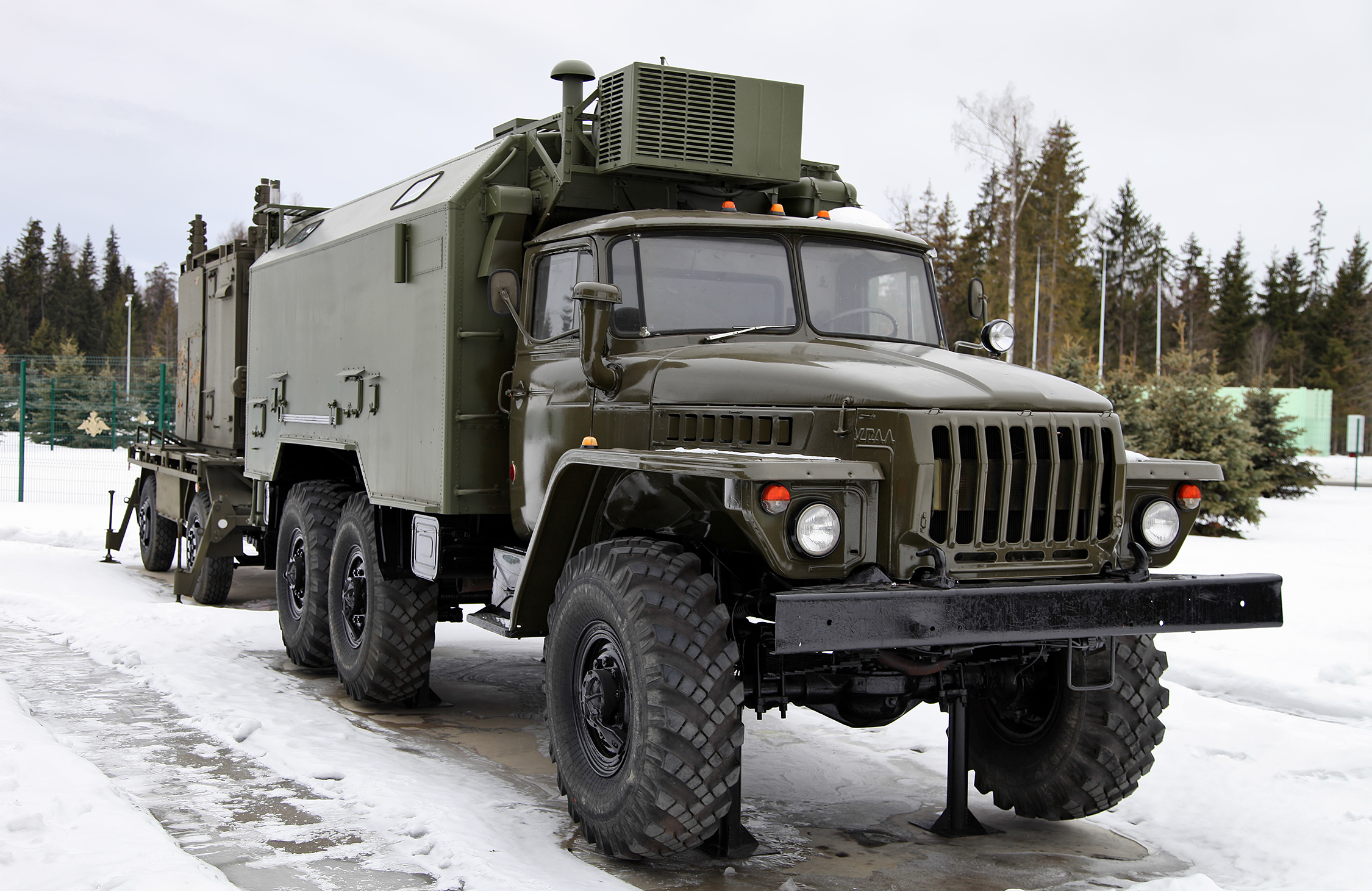
Sur véhicule porteur Ural-4320